# Centre hospitalier du Nord
Le centre hospitalier du Nord (abrégé en CHdN) est l'hôpital public du nord du Luxembourg, créé en 2010 par le regroupement des hôpitaux publics d'Ettelbruck et de Wiltz.

## Histoire
Le centre hospitalier du Nord est un établissement public créé par la loi du 20 avril 2009 entrée en vigueur le 1er janvier 2010 qui procède à la fusion de l'hôpital Saint-Louis d'Ettelbruck et de la clinique Saint-Joseph de Wiltz.

## Sites
L'organisation en deux sites issue des établissements fusionnés a été maintenue :
- Site d'Ettelbruck ;
- Site de Wiltz.